# Henri Jules Jean Geoffroy
Henri Jules Jean Geoffroy (Marennes, 1853-París, 1924) fou un pintor francès. Aprenent del litògraf Eugène Levasseur, va estudiar a l'École des beaux-arts de París. El 1871 va entrar al taller de Léon Bonnat, paisatgista i pintor de temes històrics que havia estat professor de l'École i en el taller del qual van treballar artistes joves com Toulouse-Lautrec. El 1876 va conèixer Pierre-Jules Hetzel –editor d'Honoré de Balzac, Victor Hugo i Jules Verne– i va començar a fer il·lustracions per a llibres infantils. Paral·lelament a la seva carrera d'il·lustrador, va exposar al Salon de la Société des artistes français. El 1881 va rebre una menció d'honor per La petita classe i el 1883 la medalla de tercera classe per Els desgraciats. Així mateix va guanyar la medalla d'or a l'Exposició Universal de París (1900) amb l'obra Sortida de l'escola de pàrvuls.

## Pintures destacades
- 1903 -  Le Dispensaire de la Goutte de lait de Belleville, hst, triptyque, sd, dim; h: x l: (Musée de l'Assistance publique de Paris)
- s. d. -  Le Jour de la visite à l'hôpital
- s. d. -  Les Résignés
- s. d. -  Les Convalescents
- s. d. -  L'Asile de nuit
- s. d. -  Les Affamés
- s. d. -  Le Collier de misère

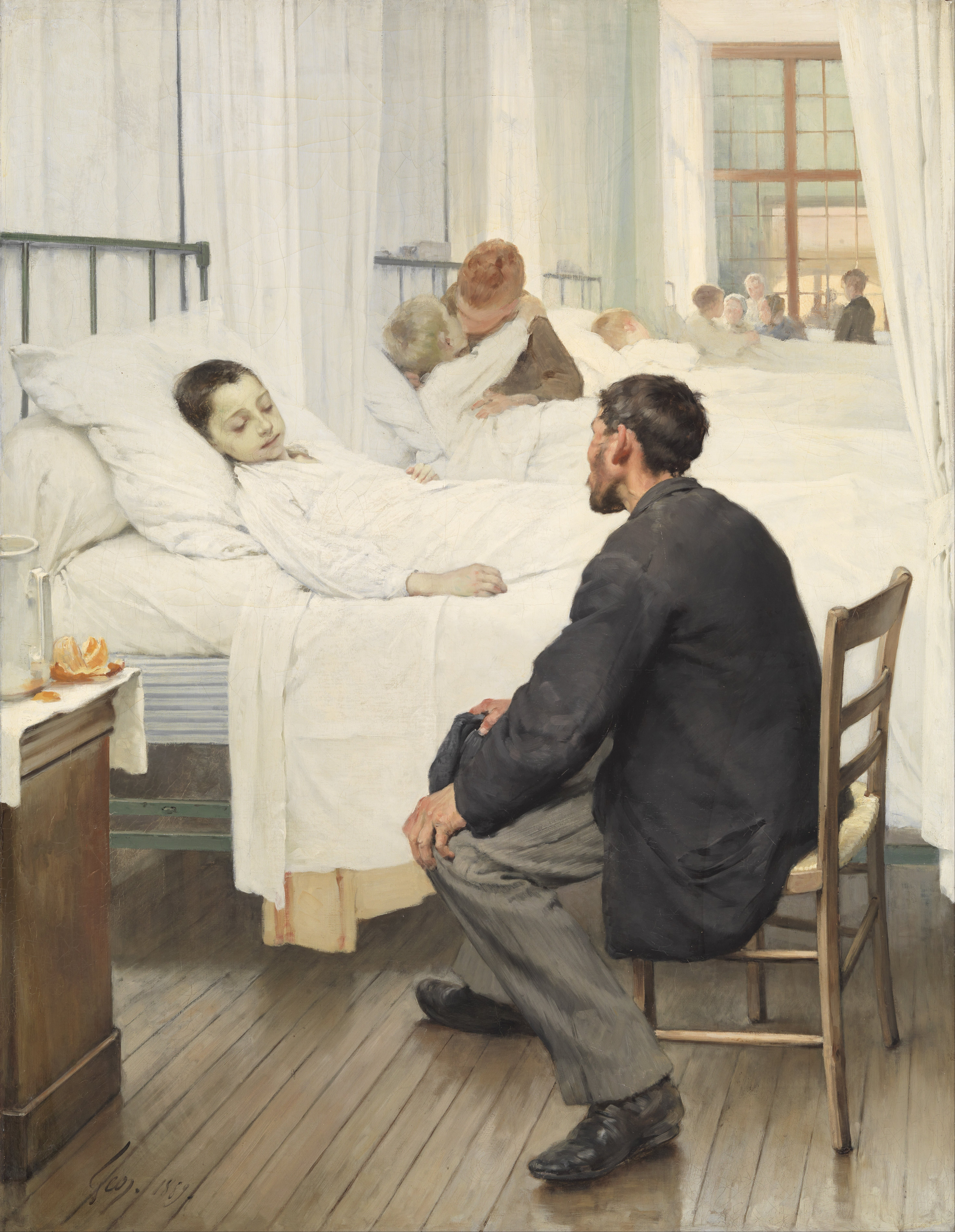
Le Jour de la visite à l'hôpital al Musée d'Orsay de Paris (1889).
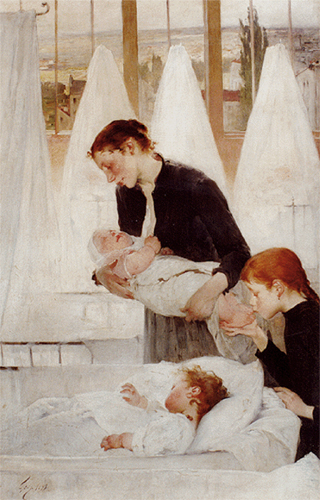
La crèche au Memorial do Rio Grande do Sul de Porto Alegre (Brasil).